# Chắc ai đó sẽ về
"Chắc ai đó sẽ về" là ca khúc do Sơn Tùng M-TP sáng tác và thể hiện được xuất hiện trong bộ phim điện ảnh Chàng trai năm ấy của đạo diễn Quang Huy sản xuất. Phát hành trực tuyến vào ngày 24 tháng 10 năm 2014, ca khúc nhanh chóng trở thành một bản hit và đạt 8 triệu người nghe trong ngày đầu ra mắt.
Bài hát đạt vị trí thứ nhất trên các bảng xếp hạng Zing MP3, Nhaccuatui, Chiasenhac ngay trong tuần đầu tiên ra mắt.
"Chắc ai đó sẽ về" đã được phục vụ như là đĩa đơn quảng bá từ album tuyển tập đầu tiên của Tùng, m-tp M-TP (2017).

## Bối cảnh và sáng tác
"Chắc ai đó sẽ về" là một trong ba ca khúc chính trong bộ phim Chàng trai năm ấy của đạo diễn Quang Huy do chính Sơn Tùng M-TP đảm nhiệm vai chính; đồng thời đây cũng là sáng tác nhạc phim đầu tay của anh. Bài hát có "bầu tâm sự da diết với chất liệu cảm xúc hồi tưởng", đưa khán giả vào những khung cảnh tươi đẹp của nhân vật Đình Phong cùng nhóm bạn và gia đình trước khi bi kịch cuộc đời ập đến. Theo lời đạo diễn Quang Huy, "Sơn Tùng luôn cẩn trọng bàn luận từng nốt nhạc, giai điệu, hoà âm phối khí, thậm chí thu âm nhiều bản để chọn lựa bản thu hài lòng nhất."
Có thể nói, "Chắc ai đó sẽ về" ngoài việc mượn hình ảnh từ vai diễn Đình Phong của Sơn Tùng M-TP trong phim Chàng trai năm ấy mà còn nói đến ca sĩ WanBi Tuấn Anh đau đớn trong căn bệnh quái ác của anh. Câu hát "Bàn tay yếu ớt cố níu em ở lại" cho thấy trong lúc Wanbi cố gắng bước đi trên đôi chân mềm yếu và một mắt của anh không nhìn thấy gì (vai Đình Phong của Sơn Tùng đóng cũng vậy) cố gắng nắm tay Kang Ha Neul (Sky - tức cô bạn gái của Wanbi, và trong phim do Hari Won đóng) nhưng căn bệnh của anh không cho phép anh gần hơn với người mình yêu.

## Phát hành
"Chắc ai đó sẽ về" được phát hành trực tuyến vào ngày 24 tháng 10 năm 2014. Trên trang chia sẻ âm nhạc trực tuyến Zing MP3, ca khúc có 600.000 lượt nghe sau vài tiếng và sau một ngày đạt mốc 8 triệu lượt. Sau hai ngày, ca khúc đạt mốc 9,2 triệu lượt nghe.

## Tranh cãi
Ngay sau khi ra mắt, một số khán giả có nhận xét ca khúc "Chắc ai đó sẽ về" có nhiều điểm tương đồng "về beat, các chỗ ngân và lời ca [mang phong cách] đau buồn" với ca khúc Because I Miss You của nam ca sĩ Jung Yong Hwa (trưởng nhóm CN Blue), nhạc phim Heartstrings và gây nhiều tranh cãi.
"Chắc ai đó sẽ về" sau đó bị trang nghe nhạc trực tuyến Zing MP3 gỡ khỏi bảng xếp hạng bài hát Việt Nam.
Nhiều nhạc sĩ nổi tiếng và nhà chuyên môn khi được hỏi bày tỏ ý Sơn Tùng không đạo nhạc trong "Chắc ai đó sẽ về". Nhạc sĩ Nguyễn Ánh 9 cho rằng nam ca sĩ không đạo nhạc vì: "Trong âm nhạc, nhiều khi mình nghe quen một ca khúc mà mình cảm thấy yêu thích, thì trong khi sáng tác cũng sẽ bị ảnh hưởng bởi giai điệu, cũng bị trộn vào là chuyện bình thường. Không nói là đạo nhạc được, mà nó nằm trong việc cảm nhận, theo suy nghĩ của tôi, vẫn chấp nhận được, đừng nên phán xét vội vã quá". Nhạc sĩ Trần Huân đồng tình và nhận xét: "Chúng ta phải bảo vệ, giúp lớp trẻ có những sáng tạo mới, bài này hoàn toàn không phải đạo nhạc, kể cả phần hòa âm hay giai điệu vì đều hoàn toàn khác".
Theo nhạc sĩ Nguyễn Văn Chung, mặc dù xét nhiều khía cạnh thì khó có thể kết luận ca khúc "Chắc ai đó sẽ về" là đạo nhạc vì nó chỉ giống vòng hòa âm với ca khúc nhạc Hàn, nhưng anh cũng không đánh giá cao cách làm của Sơn Tùng bởi: "Khi còn trong giới underground thì Sơn Tùng sáng tác dựa trên cảm hứng từ beat trên mạng nhưng đã là nghệ sĩ rồi thì cần có sự tự tôn riêng, nếu không thì mãi chỉ là một cậu bé chơi trò âm nhạc mà thôi. Sơn Tùng nên tránh tối đa những trường hợp như thế này ở những lần sáng tác sau".
Nhạc sĩ Đỗ Hiếu cho rằng "Nếu nói đạo nhạc thì cũng không hẳn là 100% nhưng nói không vay mượn ý tưởng là hoàn toàn sai khi không thể nào có hai bài hát ngẫu nhiên phối khí trùng tempo, trùng hoà thanh, màu sắc bản phối. Quan trọng nhất là cả hai ca khúc đều sử dụng nhịp 3/4, cốt lõi là Sơn Tùng chưa biết cách sáng tạo và phát triển ý tưởng vay mượn thành một cái mới cho riêng bản thân mình." Tuy nhiên, điều làm anh thấy không hài lòng là qua sự việc này là một bộ phận khán giả Việt Nam đang quay lưng với âm nhạc nước nhà mà đề cao quá nước bạn: "Mong các bạn sẽ có cái nhìn bao dung và tin tưởng hơn những người làm âm nhạc ở Việt Nam thì những sản phẩm sẽ được đầu tư kỹ lưỡng và thành công hơn nữa".
Nhạc sĩ Thái Thịnh khẳng định chưa thấy người ta gọi trường hợp của Sơn Tùng là "đạo nhạc" bao giờ: "Nếu ghi nốt ra thì hai bài này hoàn toàn khác nhau về giai điệu (melody). Còn về vòng hòa âm được xem là giống nhau ở cả hai bài thì đây là vòng hòa âm rất phổ thông, không có gì cao siêu hết. Ai mới học nhạc cũng có thể viết được. Nhiều bài có vòng hòa âm như vậy lắm chứ không riêng hai bài này. Chuyện vòng hòa âm giống nhau thì ngay cả nhạc ngoại quốc cũng có rất nhiều trường hợp tương tự nhưng ở nước ngoài. Cách sáng tác dựa trên beat của người khác thì không chỉ Sơn Tùng mà nhiều nhạc sĩ trẻ Việt Nam và trên thế giới cũng áp dụng."
Nhạc sĩ Nguyễn Cường cho biết quan điểm của mình: "Việc khẳng định Sơn Tùng đạo nhạc hay ăn cắp trí tuệ là không đúng. Từ những năm 1980, khi học nhạc ở Học viện Âm nhạc, tôi đã trải qua một thời gian đào tạo do giáo viên người Nga dạy, tức là làm giai điệu trên bản hòa thanh có sẵn. Vấn đề ở đây là khán giả có chấp nhận xu hướng đó không lại là một câu chuyện khác. Nhưng phải khẳng định lại với các bạn là dùng bản hòa thanh có sẵn thì không gọi là ăn cắp nhạc."
Nhạc sĩ Nguyễn Hà thì cho rằng xét về việc một bài hát bị coi là "đạo" hay "không đạo" thì khán giả trước đây đã có cái nhìn trái chiều từ lâu. Anh còn dẫn ra video chứng minh cho sự giống nhau về vòng hoà thanh khi ca khúc Tình thôi xót xa được hát trên nền beat của Because I miss you, ca khúc bị nghi vấn là ca khúc gốc mà Sơn Tùng dựa theo.
Nhạc sĩ Nguyễn Đức Trung cho rằng: "Quyền sáng tác là của mỗi người, họ có thể viết nên ca khúc từ những cảm nhận của riêng mình, hoặc nghe một bản nhạc nào đó thấy thích rồi in vào tiềm thức, sau đó sáng tác bài hát có chút gì đó giông giống như vậy. "Đối với trường hợp của Sơn Tùng, thực ra không cần khắt khe như vậy. Các em ca sĩ bao giờ cũng muốn tiến xa hơn, các em thực sự yêu nghề, có đam mê và đầu tư cho nghề của mình, như vậy rất đáng quý. Cái cần ở các em là làm cho đúng và hợp lý."
Phó giáo sư, Tiến sĩ Thế Bảo nhận định: "Nhìn giai điệu và lời hát hai bài Chắc ai đó sẽ về của Sơn Tùng và Because I Miss You của Jung Yong Hwa không giống nhau. Cả hai chỉ giống nhau ở nhịp 6/8 và vòng hoà âm, nhưng bấy nhiêu đây thì không thể kết luận là đạo nhạc". Ông Thế Bảo dẫn chứng, có rất nhiều bài hát đi vòng hòa âm giống nhau nhưng giai điệu khác nhau vẫn được tính là hai tác phẩm tách biệt.
Sơn Tùng M-TP đã lên tiếng về vụ việc và khẳng định: "Phần giai điệu và ca từ của bài hát "Chắc ai đó sẽ về" là của tôi," và rằng chỉ phần beat (bản phối) là không phải của anh: "Các ca khúc này đều do tôi sáng tác phần giai điệu và ca từ, còn phần nhạc phối (beat) do nhà sản xuất thực hiện".

### Thẩm định chuyên môn
Phó Chủ tịch Hiệp hội Ghi âm Việt Nam – Trương Thị Thu Dung – từng thẳng thắn bày tỏ sự bất bình khi cho rằng Sơn Tùng đã đạo nhạc: "Tôi nghĩ mình lấy nhạc của người ta thì phải tôn trọng bản quyền, phải để tên họ. Nếu nhạc của họ hay mình có thể học hỏi, sử dụng, viết lời nhưng nên biết cách tôn trọng. Không thể lấy của họ rồi điền tên mình. Sơn Tùng làm như vậy là không tôn trọng bản thân và khán giả". Dù thừa nhận Sơn Tùng là một ca sĩ có thực tài nhưng bà vẫn thể hiện quan điểm gay gắt vì cho rằng nam ca sĩ trẻ đã có hành vi đạo nhạc rất nhiều lần.
Trước nghi vấn của dư luận, ông Nguyễn Quang Huy – đạo diễn, nhà sản xuất phim Chàng trai năm ấy – đã phải gửi đơn lên Cục Bản quyền (Bộ Văn hóa, Thể thao và Du lịch) xin ý kiến thẩm định. Theo yêu cầu từ Cục Bản quyền, ngày 10 tháng 11 năm 2014, Trung tâm Quyền Tác giả Âm nhạc Việt Nam (VCPMC), với sự tham gia của các nhạc sĩ Phó Đức Phương, Trương Ngọc Ninh, Võ Thiện Thanh, Đỗ Bảo,... đã có cuộc họp để đưa ra kết luận cuối cùng về việc ca khúc Chắc ai đó sẽ về có đạo nhạc hay không. Nhạc sĩ Phó Đức Phương chia sẻ: "Ca khúc Chắc ai đó sẽ về có đạo nhạc. Bài hát này được các nhạc sĩ đánh giá là giống bản Because I Miss You của Hàn Quốc tới 80%, kể cả giai điệu và phần beat." Ông còn cho biết thêm: "Đây là sự vi phạm quyền tác giả quốc tế. Việc đạo nhạc của Sơn Tùng còn tạo nên hình ảnh xấu của Việt Nam trong mắt bạn bè các nước." Ông đề nghị không cho lưu hành tác phẩm này: "Nếu không kiên quyết với hiện tượng này, chỉ một vài năm nữa, thị trường âm nhạc Việt Nam sẽ tràn ngập đủ loại là hàng nhái và hàng giả. Điều này rất nguy hại đến thẩm mĩ công chúng của Việt Nam, đặc biệt là lớp trẻ." Nhạc sĩ Trương Ngọc Ninh, người trong hội đồng thẩm định, khẳng định: "Tôi đã nghe cả hai ca khúc, "Chắc ai đó sẽ về" và ca khúc nhạc Hàn Because I Miss You thấy rất giống nhau. Có đôi chỗ biến báo khác đi nhưng tổng thế hai ca khúc, nhất là giai điệu không lẫn vào đâu được và rằng việc các bạn trẻ sáng tác lời trên giai điệu, beat có sẵn đã có từ vài ba năm nay và là hiện tượng xấu, cần báo động, cần phải xử phạt một cách nghiêm khắc.
Tính đến ngày 12 tháng 11 năm 2014, Cục Bản quyền chưa kết luận việc "Chắc ai đó sẽ về" có đạo nhạc hay không dù VCPMC đã có văn bản đề nghị cấm lưu hành, bởi "cần có thời gian và ý kiến đa chiều để tạo nên sự khách quan, tránh sai lầm" và Cục sẽ theo dõi thêm các phản hồi từ những nguồn khác, ví dụ tác giả bên Hàn Quốc, Sơn Tùng M-TP hay phản biện từ giới chuyên môn. "Cục Bản quyền không có thẩm quyền đưa ra hình thức xử phạt. Trường hợp của Sơn Tùng M-TP là mức vi phạm dân sự. Vì vậy, mọi tranh chấp lẫn hình thức xử phạt sẽ do tòa án quyết định, nếu như tác giả "Chắc ai đó sẽ về" bị kiện". Đến 27 tháng 11 năm 2014, ông Vũ Ngọc Hoan, Phó Cục trưởng phụ trách Cục Bản quyền tác giả cho biết đã gửi văn bản báo cáo về ca khúc "Chắc ai đó sẽ về" lên Bộ Văn hoá, Thể thao và Du lịch và Thanh tra Bộ đang vào cuộc và sẽ có kết luận vào chiều ngày 28/11.
Ngày 29 tháng 11, Bộ Văn hoá, Thể thao và Du lịch cho biết hiện không thể khẳng định bài hát này đạo nhạc bởi: Âm hưởng hai bài hát có sự tương đồng nhưng Bộ đã nhận được phản hồi từ phía Hàn Quốc xác nhận, đây không phải là trường hợp ăn cắp bản quyền; Chưa có ai khiếu nại, tố cáo về việc này và Sơn Tùng M-TP khẳng định đây là bài hát do chính mình sáng tác, chỉ có bản phối là của người khác. Trước đó, ngày 21 tháng 11, Cục Nghệ thuật Biểu diễn cho rằng ca khúc "Chắc ai đó sẽ về" của Sơn Tùng không vi phạm luật và không có cơ sở để không cho phép phổ biến ca khúc này. "Về hòa âm, bài hát "Chắc ai đó sẽ về" có ghi ký hiệu hòa âm rõ ràng trên bản nhạc trong khi Because I Miss You tác giả không ghi ký hiệu hòa âm. 2 bài hát cùng sử dụng nhịp điệu Slow Rock 6/8 với tốc độ nốt đen bằng 48/giây và giọng hát chủ đạo là Đô trưởng, giai điệu hoàn toàn khác nhau, lời ca không có sự giống nhau về ý nghĩa văn học và ngôn ngữ thể hiện". Phía Hàn Quốc mà cụ thể là Kwon Woo Min – đại diện cho công ty FNC Entertainment – công ty chủ quản của ca sĩ Jung Young Hwa, người sáng tác Because I Miss You, đã gửi văn bản tới Cục Nghệ thuật Biểu diễn xác nhận Sơn Tùng không đạo nhạc: "Chúng tôi nhận thấy tuy có sự tương đồng như về quy trình lập trình, giai điệu... Nhưng chúng tôi không xem đây là vấn đề "ăn cắp bản quyền" đối với bản thu âm này". Cơ quan quản lý cũng gợi ý phía tác giả thay thế bản nhạc này bằng một phiên bản khác với hòa âm khác để giúp khán giả nhận thấy rõ sự khác biệt.
Sáng ngày 5 tháng 12 năm 2014, Hội đồng thẩm định do Bộ Văn hoá Thể thao và Du lịch thành lập khẳng định phần beat (hòa âm) của ca khúc "Chắc ai đó sẽ về" bị ảnh hưởng rất lớn từ bài hát Because I Miss You của Hàn Quốc, vì vậy, Bộ yêu cầu tác giả phải thay đổi phần hòa âm thì mới được tiếp tục lưu hành; và rằng đây là lần đầu tiên nên mới chỉ nhắc nhở, yêu cầu sửa chữa, từ lần sau còn vi phạm sẽ bị xử phạt. Hội đồng cũng cho rằng bức thư từ công ty FNC Entertainment không mang tính pháp lý vì không phải là ý kiến của tác giả được bảo hộ bản quyền, ở đây là nam ca sĩ Jung Young Hwa. Và nếu phía Hàn Quốc gửi đơn kiện, Sơn Tùng sẽ bị xử theo luật dân sự. Còn hiện tại, trách nhiệm của cơ quan quản lý nhà nước ở đây là kiểm tra và xử phạt hành chính khi phát hiện vi phạm. Ngay sau khi nhận được kết luận trên, đạo diễn Quang Huy cho biết bộ phim Chàng trai năm ấy sử dụng bản phối khác của ca khúc "Chắc ai đó sẽ về" và chia sẻ anh chấp nhận theo đuổi đến cùng để bảo vệ danh dự cho Sơn Tùng. Trong bài trả lời phỏng vấn anh cũng một lần nữa khẳng định Sơn Tùng không đạo nhạc bằng những lý lẽ chuyên môn.

### Bản phối mới và video âm nhạc
Ngày 19 tháng 12 năm 2014, video âm nhạc chứa bản phối mới của ca khúc "Chắc ai đó sẽ về" do nhạc sĩ Nguyễn Hà thực hiện được đăng tải trên YouTube. Bản phối mang giai điệu buồn man mác sẽ được sử dụng chính thức trong bộ phim Chàng trai năm ấy. Trong video âm nhạc, Sơn Tùng M-TP cũng diễn tả tâm trạng đau khổ khi có mối tình trắc trở cùng bạn diễn Ngọc Châm. Lời bài hát được dịch ra 9 thứ tiếng gồm: Anh, Hàn Quốc, Nhật, Trung Quốc, Thái, Nga, Pháp, Ba Lan và Đức, trở thành MV đầu tiên ở Việt Nam được dịch ra nhiều thứ tiếng nhất. Theo ekip thực hiện, các ngôn ngữ phụ đề này được dịch với lời ca sâu sắc, đầy cảm xúc, người xem nước ngoài không chỉ hiểu nội dung lời bài hát mà còn có thể hát theo vì phần phụ đề này hoàn toàn phù hợp với giai điệu bài hát. Ở các diễn đàn quốc tế, MV của Sơn Tùng M-TP cũng tạo nên những sự chú ý nhất định, nhận được nhiều lời khen ngợi từ cộng đồng mạng.

## Các bản hát lại (cover)
Chính vì được cư dân mạng yêu thích, bài hát được rất nhiều bạn trẻ cover lại. Đã có ít nhất hàng trăm bản cover khác nhau. Ngoài ra "Chắc ai đó sẽ về" còn có phiên bản nước ngoài. Câu hát "Em đi xa quá, em đi xa anh quá" trở thành câu cửa miệng đối với các bạn trẻ. 
Một số bản cover được các ca sĩ Lynk Lee, Trung Quân Idol. Bài hát cũng không nằm ngoài danh sách được chàng Lệ Rơi chế và gần đây nhất là Hữu Công với một MV đầy đủ. Đáng chú ý nhất là bản cover bằng hình thức giả giọng các ca sĩ như Lam Trường, Anh Thơ Mỹ Linh,...
Tại chương trình Gương mặt thân quen (mùa 3), ca sĩ Thanh Duy Idol hát 1 đoạn với giọng của ca sĩ Phương Thanh với BGK.
Tại chương trình Giọng hát Việt (mùa 3), thí sinh Nguyễn Đức Phúc đội Mỹ Tâm thể hiện ca khúc ở đêm liveshow 2.